# Apia International Sydney 2016 - Qualificazioni singolare maschile
Le qualificazioni del singolare  maschile dell'Apia International Sydney 2016 sono state un torneo di tennis preliminare per accedere alla fase finale della manifestazione. I vincitori dell'ultimo turno sono entrati di diritto nel tabellone principale. In caso di ritiro di uno o più giocatori aventi diritto a questi sono subentrati i lucky loser, ossia i giocatori che hanno perso nell'ultimo turno ma che avevano una classifica più alta rispetto agli altri partecipanti che avevano comunque perso nel turno finale.

## Teste di serie
1. Denis Istomin (spostato nel tabellone principale)
2. Serhij Stachovs'kyj (primo turno)
3. Michail Kukuškin (qualificato)
4. Nicolas Mahut (qualificato)

1. Íñigo Cervantes (ultimo turno, Lucky loser)
2. Dušan Lajović (ultimo turno)
3. Ernests Gulbis (primo turno)
4. Damir Džumhur (primo turno)

## Qualificati
1. Alexander Sarkissian
2. Maximilian Marterer

1. Michail Kukuškin
2. Nicolas Mahut

## Lucky Loser
1. Íñigo Cervantes

## Tabellone

### Legenda
| - Q = Qualificato - WC = Wild card - LL = Lucky loser | - ALT = Alternate - SE = Special Exempt - PR = Protected Ranking | - w/o = Walkover - r = Ritirato - d = Squalificato |

### Sezione 1
|  | Primo turno | Primo turno          | Primo turno          | Primo turno | Primo turno |  |  | Ultimo turno | Ultimo turno         | Ultimo turno         | Ultimo turno | Ultimo turno |  |
|  |             |                      |                      |             |             |  |  |              |                      |                      |              |              |  |
|  | Alt         | Blade Fong           | Blade Fong           | 1           | 2           |  |  |              |                      |                      |              |              |  |
|  |             | Łukasz Kubot         | Łukasz Kubot         | 6           | 6           |  |  |              | Łukasz Kubot         | Łukasz Kubot         | 3            | 3            |  |
|  |             | Alexander Sarkissian | Alexander Sarkissian | 6           | 7           |  |  |              | Alexander Sarkissian | Alexander Sarkissian | 6            | 6            |  |
|  | 7           | Ernests Gulbis       | Ernests Gulbis       | 3           | 5           |  |  |              |                      |                      |              |              |  |

### Sezione 2
|  | Primo turno | Primo turno         | Primo turno | Primo turno | Primo turno |  |  | Ultimo turno | Ultimo turno        | Ultimo turno        | Ultimo turno | Ultimo turno |  |
|  |             |                     |             |             |             |  |  |              |                     |                     |              |              |  |
|  | 2           | Serhij Stachovs'kyj | 6           | 3           | 4           |  |  |              |                     |                     |              |              |  |
|  | WC          | Aleksandar Vukic    | 3           | 6           | 6           |  |  | WC           | Aleksandar Vukic    | Aleksandar Vukic    | 1            | 67           |  |
|  |             | Maximilian Marterer | 7           | 1           | 7           |  |  |              | Maximilian Marterer | Maximilian Marterer | 6            | 7            |  |
|  | 8           | Damir Džumhur       | 5           | 6           | 62          |  |  |              |                     |                     |              |              |  |

### Sezione 3
|  | Primo turno | Primo turno      | Primo turno     | Primo turno | Primo turno |  |  | Ultimo turno | Ultimo turno     | Ultimo turno | Ultimo turno | Ultimo turno |  |
|  |             |                  |                 |             |             |  |  |              |                  |              |              |              |  |
|  | 3           | Michail Kukuškin | 62              | 6           | 7           |  |  |              |                  |              |              |              |  |
|  |             | Matt Reid        | 7               | 4           | 65          |  |  | 3            | Michail Kukuškin | 3            | 6            | 7            |  |
|  |             | Luke Saville     | Luke Saville    | 4           | 4           |  |  | 5            | Íñigo Cervantes  | 6            | 4            | 6            |  |
|  | 5           | Íñigo Cervantes  | Íñigo Cervantes | 6           | 6           |  |  |              |                  |              |              |              |  |

### Sezione 4
|  | Primo turno | Primo turno      | Primo turno      | Primo turno | Primo turno |  |  | Ultimo turno | Ultimo turno  | Ultimo turno | Ultimo turno | Ultimo turno |  |
|  |             |                  |                  |             |             |  |  |              |               |              |              |              |  |
|  | 4           | Nicolas Mahut    | Nicolas Mahut    | 6           | 6           |  |  |              |               |              |              |              |  |
|  |             | Marco Cecchinato | Marco Cecchinato | 1           | 3           |  |  | 4            | Nicolas Mahut | 7            | 3            | 6            |  |
|  | WC          | Mayez Elrich     | Mayez Elrich     | 2           | 1           |  |  | 6            | Dušan Lajović | 64           | 6            | 2            |  |
|  | 6           | Dušan Lajović    | Dušan Lajović    | 6           | 6           |  |  |              |               |              |              |              |  |